# Bò Maronesa
Bò Maronesa là giống bò núi truyền thống của Bồ Đào Nha. Tên của nó xuất phát từ địa danh Serra do Marão, nằm trong vùng Trás-os-Montes và Douro Litoral ở phía bắc của đất nước. Lợi ích chính của giống bò này là sức kéo trợ giúp công việc đồng áng.

## Lịch sử
Bò Maronesa trước đây được nuôi rất nhiều ở các tỉnh Douro, Minho và Trás-os-Montes, và đặc biệt là ở Serra do Alvão, Serra da Padrela, và Serra do Marão.:284 Không có điều tra số lượng bò giống này và dữ liệu từ trước năm 1940, khi chỉ có hơn 25 000 con bò được ước tính; vào năm 1955 đã có 32 252 con bò Maronesa được đăng ký, và năm 1972 con số được đăng ký lên đến 29 276 con. Một số lượng bò nhất định sau đó bị bỏ rơi.:284
Hiệp hội các nhà lai tạo đã được hình thành bởi mười bốn nhà lai tạo vào năm 1988,:240 và một đăng ký giống được bắt đầu trong cùng một năm. Đến năm 1996, số lượng nông dân nuôi giống đã tăng lên gần 1500.:240 Vào năm 2008, giống bò này đã được chính thức chấp thuận bởi Direção Geral de Veterinária, và đăng ký giống trở thành một giống chính thức.
Trong năm 2007, FAO đã liệt kê tình trạng bảo tồn của Maronesa là "không có nguy cơ".:92 Vào cuối năm 2016 đã có 4777 con bò được đăng ký trong cuốn sách; tổng số lượng ước tính khoảng 8300–9900. Các mối đe dọa đối với Maronesa bao gồm số lượng người giữ giống giảm, độ tuổi trung bình ngày càng tăng và những thay đổi trong các quy định về thuế.